# 옥천 송시열 유허비
옥천 송시열 유허비(沃川 宋時烈 遺墟碑)는 충청북도 옥천군 이원면 용방리에 있는, 조선 중기의 문신인 송시열 선생을 기리는 비석이다. 1979년 9월 29일 충청북도의 기념물 제45호로 지정되었다.

## 개요
유허비란 한 인물의 행적을 기리고, 그의 옛 자취를 밝혀 후세에 알리고자 세우는 비로, 이 비는 조선 중기의 문신인 송시열 선생을 기리고 있다.
우암 송시열(1607∼1689) 선생은 옥천 지방에서 출생한 조선의 대유학자이다. 그의 유학사상은 이율곡의 학통을 계승하여 기호학파의 주류를 이루었으며, 조선 인조 대부터 숙종 대에 이르는 4대에 걸친 노론의 대표로서 정계에서 크게 활약하였고, 뛰어난 학식으로 많은 학자를 길러내기도 하였다.
비는 현재 비각 안에 보존되어 있으며 네모반듯한 받침돌 위로 직사각형 비몸을 올리고 지붕 모양의 머릿돌을 갖춘 모습이다. 비몸 앞면에는 '우암송선생유허'라는 비명칭을 해서체로 새겨 놓았고, 뒷면에는 '숭정후삼술이월일'이라 새겨 건립연대를 밝히고 있다.
비를 세운 시기는 조선 정조 년간(재위 1776∼1800) 즈음으로 추측된다.

## 같이 보기
- 송시열

## 참고 자료
- 옥천 송시열 유허비 - 국가유산청 국가유산포털